# Georg Taitl
Georg Taitl (* 19. November 1966) ist ein österreichischer Journalist und seit 2003 Chefredakteur der Fachzeitschrift Österreichs Journalist:in (bis März 2021: Der Österreichische Journalist).

## Leben und Wirken
Georg Taitl wurde am 19. November 1966 geboren. Um das Jahr 2000 wurde er beim Medienfachverlag Oberauer tätig und übernahm mit 1. Jänner 2003 die durch den Abgang von Gerald Freihofner wenige Monate zuvor freigewordene Stelle als Chefredakteur der vom Unternehmen verlegten Fachzeitschrift Der Österreichische Journalist. Davor war Taitl bereits als stellvertretender Chefredakteur der Fachzeitschrift tätig gewesen. Unter Taitl wurde die jährliche Ausgabenzahl von zehn Ausgaben auf sechs reduziert. Ein Grund hierfür war die vermehrte Konzentration auf die sechsmal jährlich erscheinenden Specials Der Kulturjournalist, Der Agrarjournalist, Der Medizinjournalist, Der Motorjournalist, Der Reisejournalist und Der Umweltjournalist, die der Verlag ebenso vertreibt. Im November 2007 wurde Taitl von Gründer Johann Oberauer zum Co-Herausgeber des Branchenmagazins bestellt. In Abstimmungen der Leser der Fachzeitschrift werden seit 2004 Journalistenpreise, darunter die Auszeichnung Journalist des Jahres, an verdiente Persönlichkeiten aus der Branche vergeben. 2013 war der auch als Medienbeobachter anerkannte Taitl etwa Mitglied einer elfköpfigen Jury bei der Vergabe der European Newspaper Awards. Im Jahr 2016 wurden Taitl und Der Österreichische Journalist vom Österreichischen Presserat gerügt, nachdem in der Fachzeitschrift Gerüchte über das Sexualleben einer Journalistin veröffentlicht worden waren.